# カルシウム・パラドックス
カルシウム・パラドックス(calcium paradox)とは、元々は1967年にZimmermanらが心筋を灌流（かんりゅう）する実験において、カルシウム欠乏溶液で処理した後にカルシウムを含む溶液に移し変えると、心筋細胞中にカルシウムが流入し心筋が損傷・壊死する不思議な現象に対して名づけた用語である。その後、カルシウム摂取をめぐる逆説的な(パラドックス)いくつかの現象に対して使われている。定義が定まっていないが学術雑誌や専門書等にもしばしば引用される。

## カルシウム摂取不足とカルシウム・パラドックス
カルシウム摂取が不足すると血管等の軟部組織にカルシウムが逆に増え、動脈硬化、糖尿病、高血圧など様々な疾病が起こる現象をカルシウム・パラドックスと呼ぶもの。カルシウム摂取不足により血中カルシウム濃度が低下すると、副甲状腺ホルモンの働きにより骨からカルシウムが溶出し血液中に流入する。このカルシウムが血管へ沈着（動脈石灰化）し動脈硬化を引き起こすと考えられる。骨粗鬆症患者では動脈石灰化症による冠状動脈疾患・心臓病が多くみられることはよく知られており、calcification paradox（石灰化パラドックス）とも呼ばれる。

## カルシウム摂取過多とカルシウム・パラドックス
カルシウムの摂取量が多い国に骨の疾患が多いという現象を、カルシウム・パラドックスと呼ぶことがある。骨の材料となっているカルシウムを摂取しているにもかかわらず、骨折や骨粗鬆症が多いという、逆説的なことが起こっていることから、このように呼ばれている。
2002年に世界保健機構 (WHO) は、カルシウム・パラドックスに言及し動物性たんぱく質による酸性の負荷に触れており、2007年にWHOは、タンパク質中の含硫アミノ酸、メチオニン、システインの酸が骨のカルシウムを流出させるため骨の健康に影響を与えるため、カリウムを含む野菜や果物のアルカリ化の効果が少ないときカルシウムを損失させるため骨密度を低下させると報告した。
一方、カルシウムをサプリメントから摂取すると心臓病などの冠状動脈疾患リスクが高まることも報告されており
、これをカルシウム・パラドックスと呼ぶこともある。
カルシウムには非活性のものと活性化したものの２種類あり、活性化したカルシウムは血中カルシウム濃度に大きく作用してしまう為、このカルシウムパラドックスを引き起こす。サプリメントから摂取するカルシウムはこの活性化したカルシウムが原材料として扱われる事が多く、摂取する際には過剰摂取は控える必要がある。
非活性カルシウムは主に小魚や海藻などに含まれるカルシウムであり、血液中のカルシウム濃度に作用する事がなく、カルシウムパラドックスを起こさないが、人間の推奨量を得る為には非常に膨大な量を摂取しなければならない。
また、野菜などにも含まれる微量のカルシウムも非活性カルシウムで、このミネラルを含んだ野菜を作るには土壌にカルシウムが多く含まれている必要があり、ヨーロッパなどの土壌にはカルシウムやその他ミネラルが多く含まれている事からカルシウムは野菜や水からでも摂取できると認識されているが、アジア圏や日本のような火山国はこの土壌のミネラルが貧しく、野菜からカルシウムを摂取するという認識は少なく、困難と言われている。